# Inkret
Inkret je priimek v Sloveniji, ki ga je po podatkih Statističnega urada Republike Slovenije na dan 1. januarja 2010 uporabljalo 121 oseb.

## Pomembni nosilci priimka
- Alfonz Inkret (1901—?), šolnik, urednik, novinar, pisec o reji malih živali
- Andrej Inkret (1943—2015), dramaturg, literarni in gledališki kritik, teatrolog, profesor AGRFT, akademik
- Andreja Inkret (*1973), filozofinja, klasična filologinja, grecistka, literarna zgodovinarka in kritičarka, prevajalka
- Franc Inkret (1914—1978), generalpodpolkovnik JLA
- Gregor Inkret (*1987), sociolog, komparativist, literarni kritik
- Janez Inkret (1893—?), redovnik, kapucin
- Lovro Inkret (*1949), kipar, grafik